# مت گریمز
مت گریمز (انگلیسی: Matt Grimes؛ زادهٔ ۱۵ ژوئیهٔ ۱۹۹۵) ورزشکار اهل بریتانیا است.
از باشگاه‌هایی که در آن بازی کرده‌است می‌توان به باشگاه فوتبال سوانزی سیتی، باشگاه فوتبال اکستر سیتی، و باشگاه فوتبال بلکبرن روورز اشاره کرد.
وی همچنین در تیم‌های ملی فوتبال England U20 England U21 بازی کرده است.